# فرانسيسكا دوارتي
فرانسيسكا دوارتي هي مغنية برتغالية، ولدت في 1595 في أنتويرب في بلجيكا، وتوفيت في 1640 في ألكمار في هولندا.